# Centre Esportiu Pubilla Casas
El Centre Esportiu Pubilla Casas (CE Pubilla Casas) fou un club de futbol del barri de Pubilla Cases de l'Hospitalet de Llobregat, fundat l'any 1990 arran de la fusió dels clubs Peña Luis Del Sol (1961) i el CE Pubilla Casas.
El primer any va anomenar-se CE Pubilla Casa-Peña i va adquirir el nom definitiu la temporada següent. Jugà els partits al Camp Municipal Pubilla Cases i també a les instal·lacions del Complex Esportiu de l'Hospitalet Nord. Competí a les lligues catalanes i la temporada 2010-11 disputà la Preferent territorial. La temporada 2021-22 es fusionà amb el Club Futbol Santa Eulàlia per crear una nova entitat, la Fundació Acadèmica Futbol L'Hospitalet.